# Núcleo Picinguaba
O Núcleo Picinguaba é uma área de conservação situada em Ubatuba, no estado de São Paulo, no Brasil. É um dos dez núcleos do Parque Estadual da Serra do Mar.
Criado em 1979, o núcleo possui área de 47 mil hectares, equivalente a oitenta por cento da área territorial do município de Ubatuba. É o único dos núcleos do Parque Estadual da Serra do Mar que atinge a orla marinha e protege cinco praias, sendo: Brava da Almada, Fazenda, Picinguaba, Brava do Camburi e Camburi (no sentido sul do município). A sede e o centro de visitantes localizam-se na Praia da Fazenda. 

## Etimologia
O tupinólogo Eduardo Navarro sugere que "Picinguaba" pode provir do termo tupi antigo petymbûaba, que tanto significa "lugar de fumar" como "cachimbo".

## Acesso
O acesso do centro de visitantes está localizado no quilômetro 11 da Rodovia Rio-Santos.

## Território
A sede do Núcleo encontra-se a cerca de 40 quilômetros do centro da cidade de Ubatuba, protegendo uma parte da Mata Atlântica ainda intacta, um manguezal, mata de restinga e ambiente costeiro. Abrange 5 praias, 3 vilas caiçaras e algumas ilhas protegidas.

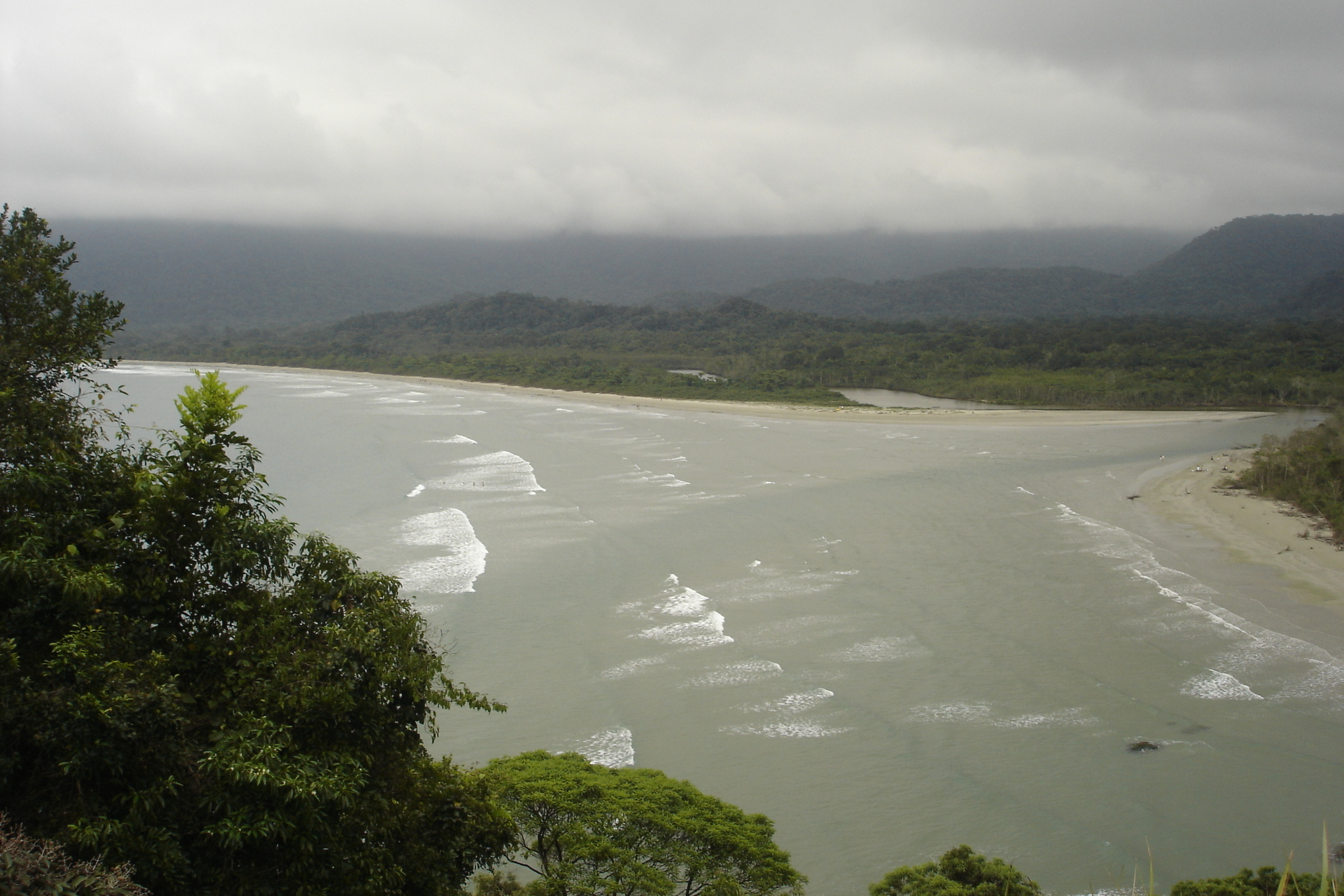
Foz do Rio da Fazenda - Núcleo Picinguaba

A noroeste, dentro do limite do município de Cunha (São Paulo), limita-se com o Núcleo Cunha-Indaiá e a leste com o Parque Nacional da Serra da Bocaina, na divisa com o Paraty.

### Praias
Dentro da área de preservação, encontram-se as seguintes praias:
- Brava da Almada
- Fazenda
- Picinguaba
- Brava do Camburi
- Camburi

### Ilhas
O Núcleo Picinguaba, junto com o Parque Estadual da Ilha Anchieta, também protege e conserva as seguintes ilhas:
- Anchieta
- Carapuça
- Comprida
- Couves

## Geografia
- Área: 47,5 quilômetros quadrados
- Altitude: 150  metros (base média inferior)
- Amplitude Altitudinal: de 0 a 1 670
- Relevo (Topografia): escarpos festonados e escarpos com espigões digitados.
- Solo: latossolo vermelho amarelo e fase rasa.
- Clima: tropical úmido das costas expostas à massa tropical atlântica.
- Temperatura Média: 25,9°C no verão e 19,5°C no inverno.

## Relevo
- Serra do Indaiá (fração da Serra do Mar)

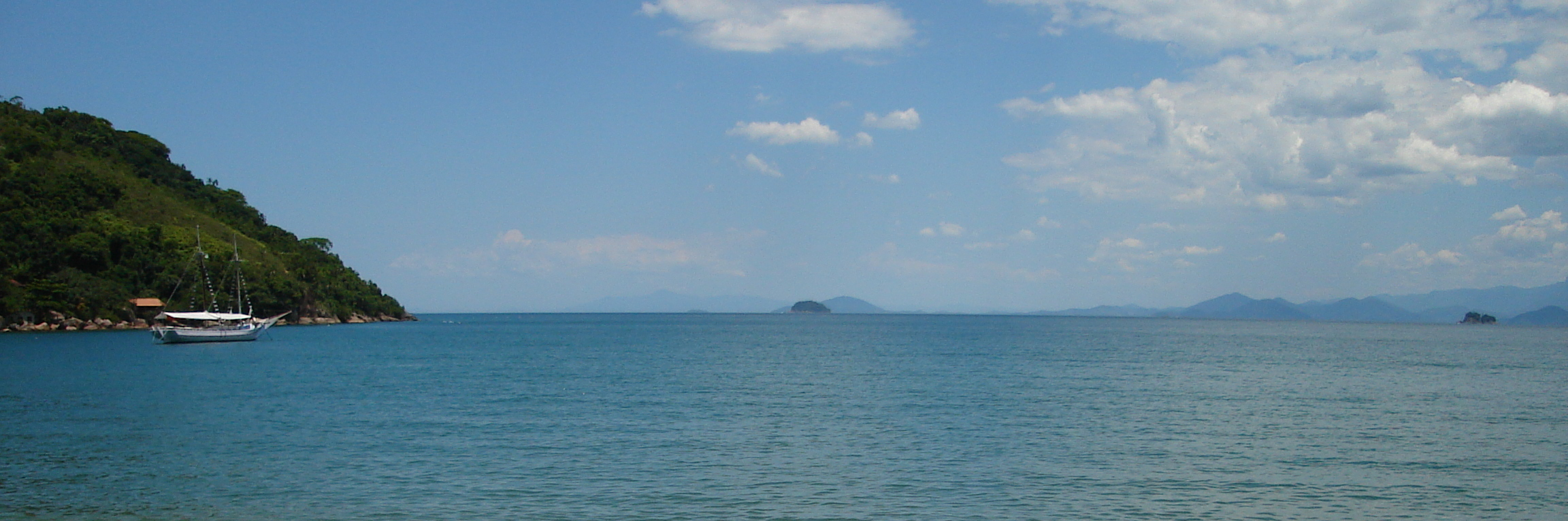
Praia de Picinguaba

- Serra da Bocaina

## Ecossistemas
- Mata Atlântica
- Floresta ombrófila densa
- Restinga
- Manguezal
- Praia

### Fauna
O Núcleo apresenta uma fauna bem diversificada da mata atlântica, de manguezais e até de espécies marinhas. Grande parte dela está ameaçada de extinção, como por exemplo a onça-pintada, suçuarana (onça-parda), jaguatirica, lontra, mono-carvoeiro, gambá, morcegos, preguiça, macaco-prego, paca, capivara,  tatu, tamanduá, cateto, cutia, sabiá, tucano, atobá, saíra, ariranha, jacu, anambezinho, sabiá-cica, gaivota e caranguejos, entre outros exemplares da fauna baixo-serrana e litorânea.

### Flora

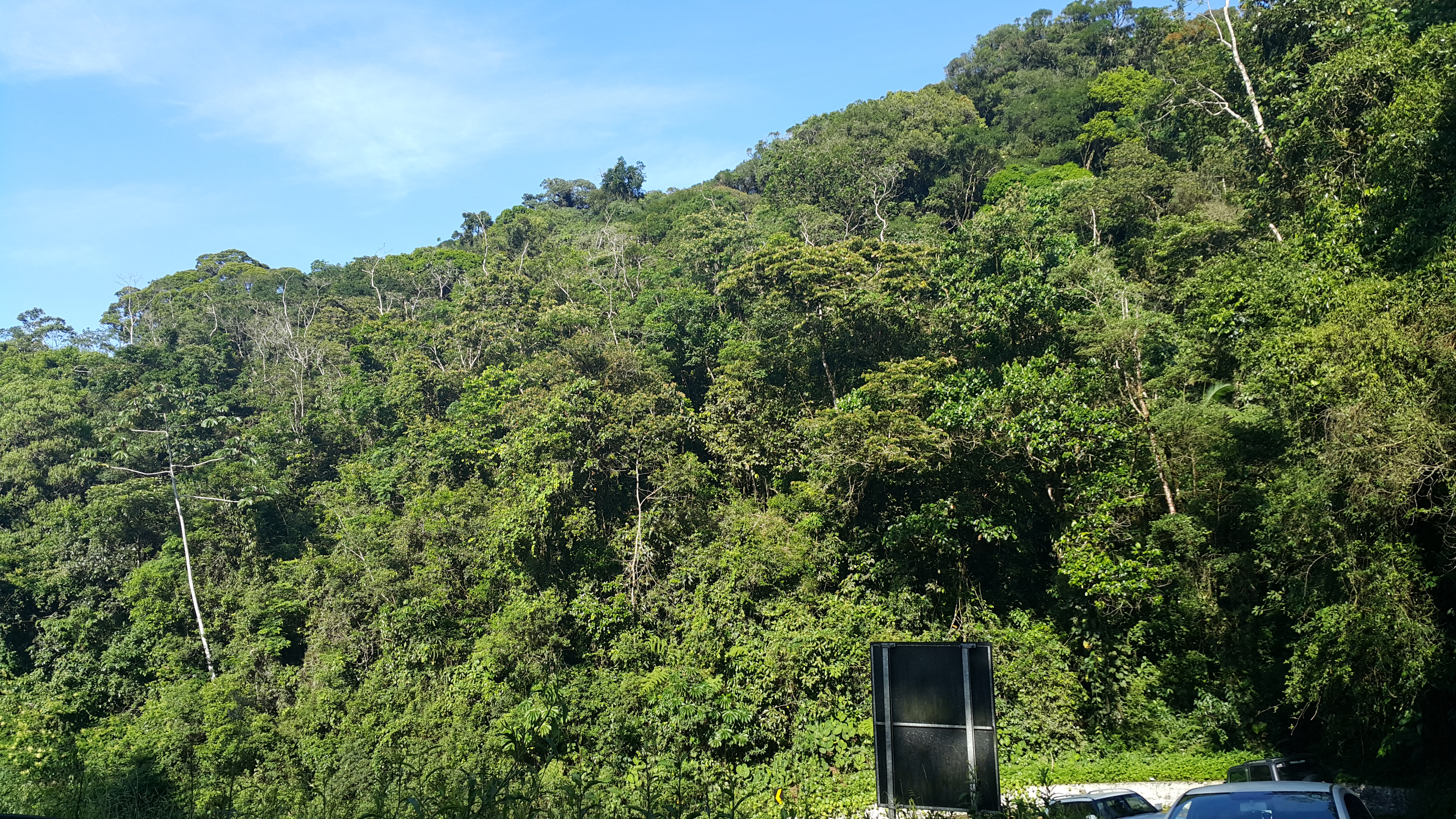
Mata Atlântica no Núcleo Picinguaba, vista do trecho de serra da Rodovia Oswaldo Cruz.

Sobre uma região de relevo acidentado e vegetação primária e secundária de Mata Atlântica, o Núcleo preserva árvores de grande porte, com grande diversidade de famílias: Lauraceae, Sapotaceae e Myrtaceae, Arecaceae, entre diversos tipos de orquídeas e bromélias.

## Comunidades humanas
A principal comunidade de habitação humana inserida no Núcleo Picinguaba é o Distrito de Picinguaba (Ubatuba), onde existem 3 vilas caiçaras. Uma das vilas caiçaras é a Vila de Pescadores de Picinguaba.
Produtos
Artesanato e pesca de subsistência.

## Principais ameaças
Extração ilegal de palmito, caça, queimadas, extração da vegetação nativa e pesca excessiva e clandestina em áreas de preservação ambiental.

## Educação ambiental
Com a ajuda do turismo, o Núcleo, por meio de seus monitores e palestras, difunde a preservação ambiental, a importância dos ecossistemas para o mundo e a valorização da natureza.

## Casa da farinha
Uma das atrações turísticas do núcleo é a Casa da Farinha, estrutura com roda de água criada por imigrantes italianos no final do século XIX para produzir açúcar, álcool e fubá. Atualmente, ela é usada pela comunidade local para produzir farinha de mandioca.